# Burg Roštejn
Die Burg Roštejn (deutsch Rosenstein) liegt sechs Kilometer nördlich von Telč im Okres Jihlava in Tschechien. Durch ihre Lage auf einer felsigen Landzunge bietet sie eine gute Aussicht über die Böhmisch-Mährische Höhe.

## Geschichte
Die Burg wurde nach 1339 von den Brüdern Meinhard und Ulrich IV. von Neuhaus erbaut. Erster Burggraf war Martin von Mutice (Mareš z Mutic). Im 16. Jahrhundert wurde die Burg von Zacharias von Neuhaus zu einem Jagdschloss umgebaut. 
In den ehemaligen Wohnräumen befindet sich heute eine Ausstellung von zeitgenössischem Porzellan, Zinn, Jagdwaffen, Möbeln und Steingut. Die Wände des Wappensaals sind mit Wappen aus dem 17. Jahrhundert geschmückt. Der Botanische Saal enthält Pflanzenabbildungen aus dem 19. Jahrhundert sowie eine große geschnitzte Weihnachtskrippe. Der 53 Meter hohe siebeneckige gotische Turm ist noch heute zugänglich.